# Nacaduba hainani
Nacaduba hainani är en fjärilsart som beskrevs av George Thomas Bethune-Baker 1914. Nacaduba hainani ingår i släktet Nacaduba och familjen juvelvingar. Inga underarter finns listade i Catalogue of Life.